# Amok (album)
Pour les articles homonymes, voir Amok.
Amok est le premier album du supergroupe Atoms for Peace, sorti le 25 février 2013.

## Titres
1. Before Your Very Eyes
2. Default
3. Ingenue
4. Dropped
5. Unless
6. Stuck Together Pieces
7. Judge Jury and Excecutioner
8. Reverse Running
9. Amok